# Стил, Джеймс Стюарт
Сэр Джеймс Стюарт Стил GCB KBE DSO MC LLD (англ. Sir James Stuart Steele; 26 октября 1894, Бэлликарри — 24 июля 1975, Бландфорд-Форум) — генерал-адъютант Британских вооружённых сил.

## Биография
Учился в Королевского Белфастского академического института и Белфастском университете Королевы. Призван в армию в сентябре 1914 года как второй лейтенант запаса Королевских ирландских стрелков (7-й батальон). Служил во Франции с 1915 по 1917 годы, участвовал в сражениях при Мессине, на Сомме и при Пашендейле. В июне 1916 года произведён в старшие офицеры. Несколько раз был упомянут в донесениях (первый раз в апреле 1917 года), в августе 1917 года награждён Военным крестом, конец войны встретил в Индии.
После Первой мировой Стил преподавал в Штабном колледже в Кветта (ныне Пакистан) с 1926 года. Произведён в подполковники, командовал 1-м батальоном полка Шервудских лесничих с 1937 по 1939 годы (полк сначала нёс службу в Ямайке, затем в Палестине). В 1939 году был произведён в полковники. В июле в преддверии войны возглавил отделение мобилизации в Военном министерстве и подписал распоряжение о начале мобилизации в Британскую армию. С ноября 1939 года командир 132-й пехотной (Суррейской и Кентской) бригады, с которой служил во Франции и Бельгии во время французской кампании вермахта. За участие в обороне на реке Эско и организацию эвакуации войск награждён орденом «За выдающиеся заслуги». С 1941 года командир 59-й Стаффордширской пехотной дивизии, с 1942 года командир 2-го армейского корпуса (как генерал-лейтенант) и заместитель начальника штаба Средневосточного командования. С 1943 года директор по делам штаба в Военном министерстве, в 1944 году произведён в генерал-майоры.
В 1945 году Стил занимался делами военнопленных: стараниями генерала от выдачи советским властям был спасён А. И. Рогожкин, командовавший Русским корпусом. В 1946 году как командующий британскими оккупационными силами в Австрии Стил подписал договор с Иосипом Брозом Тито. В 1947 году произведён в генералы, с 1947 по 1950 годы — генерал-адъютант Вооружённых сил Великобритании (в 1950 году — личный военный советник Георга VI, после вышел в отставку.
В 1947 году Стил получил степень почётного доктора права от Университета Королевы в Белфасте и стал куратором Королевских ольстерских стрелков. С 1954 по 1964 годы возглавлял благотворительный фонд Британской армии, с 1966 года председатель Исполнительного комитета Тайного Совета Северной Ирландии.
Был женат на Жанет Гибсон Гордон, в браке родились две дочери. Награждён орденами Бани (кавалер в 1943 году, рыцарь-командор в 1949 году, рыцарь Большого креста в 1950 году), орденом Британской империи (рыцарь-командор) в 1946 году, орденом «За выдающиеся заслуги» (в 1940 году) и Военным крестом (в августе 1917 года).